# Philosophisch-Theologische Hochschule Benediktbeuern
Die Philosophisch-Theologische Hochschule der Salesianer Don Boscos Benediktbeuern – Theologische Fakultät – (PTH Benediktbeuern) war eine wissenschaftliche Hochschule in Trägerschaft des Ordens der Salesianer Don Boscos im oberbayerischen Benediktbeuern mit staatlicher und kirchlicher Anerkennung. Im Juni 2013 endete der Studienbetrieb der Hochschule.

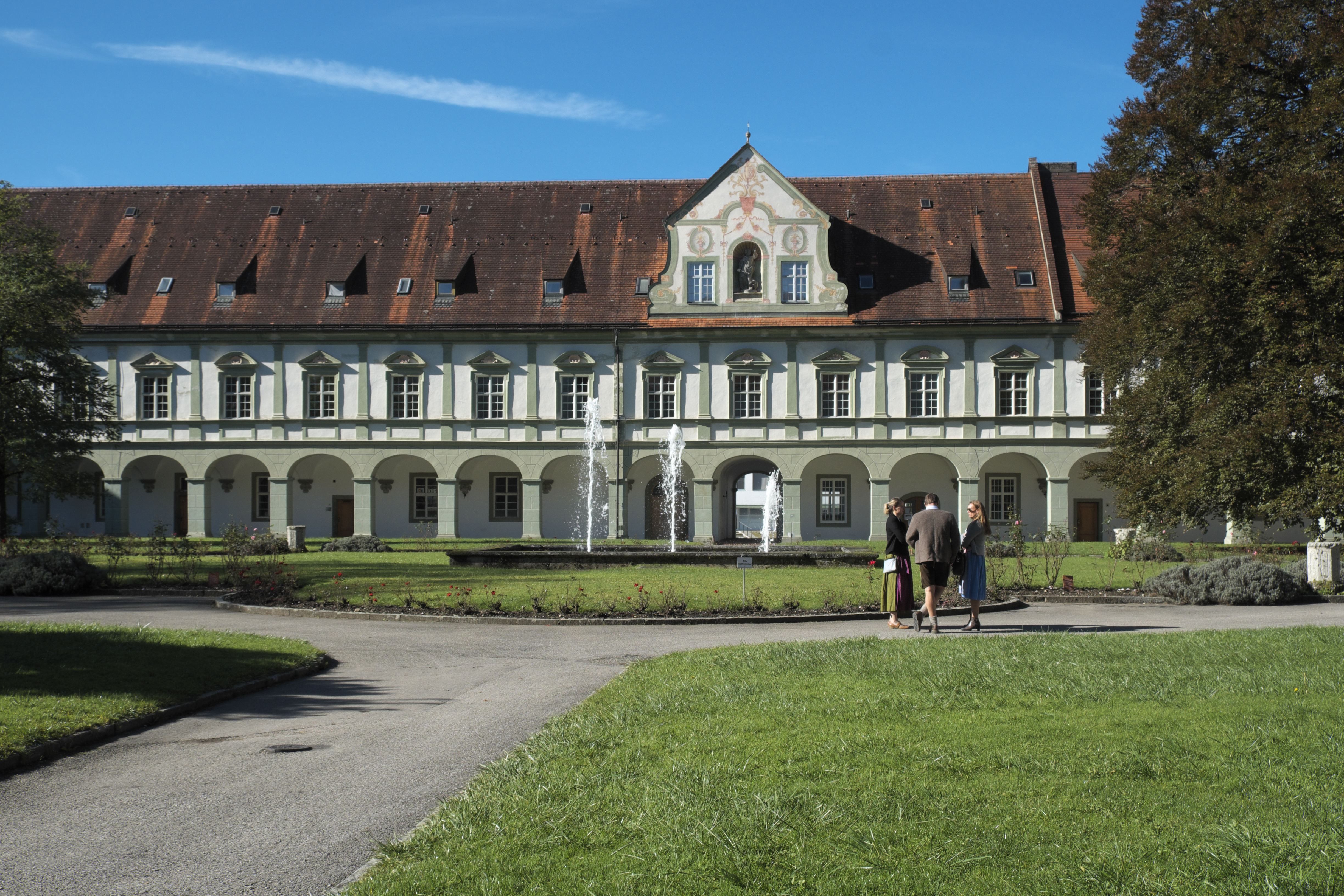
Innenhof des Klosters

## Geschichte
1930 erwarben die Salesianer Don Boscos das ehemalige Kloster Benediktbeuern. Im Jahr darauf wurde die Urzelle der Philosophisch-Theologischen Hochschule (PTH) zunächst in Form einer 'Theologischen Studienanstalt' für die salesianischen Ordensmitglieder gegründet. 1970 erfolgte die Affiliation der PTH an die Theologische Fakultät und 1976 an die Philosophische Fakultät der Päpstlichen Universität der Salesianer in Rom.
1981 wurde die PTH als nichtstaatliche wissenschaftliche Hochschule staatlich anerkannt. Sie erhielt 1990 das staatliche Promotionsrecht im Bereich der Katholischen Theologie sowie 1992 das kirchliche Promotionsrecht. Im selben Jahr erfolgte die Erhebung zur Theologischen Fakultät. Ab 2000 verfügte die PTH Benediktbeuern außerdem über das Habilitationsrecht.

## Einstellung des Lehr- und Studienbetriebs
Im April 2010 teilte die Deutsche Provinz der Salesianer Don Boscos mit, dass die PTH ab dem Wintersemester 2010/11 keine neuen Studienanfänger im Diplomstudiengang Theologie mehr aufnehmen und daher auch nicht mit einem modularisierten Studiengang begonnen wird, da die Provinz sich aus finanziellen Gründen nicht mehr in der Lage sieht, die Philosophisch-Theologische Hochschule in Benediktbeuern in eigener Trägerschaft so wie bisher weiterzuführen. Im Mai 2011 beschloss der Provinzialrat der deutschen Provinz der Salesianer Don Boscos, dass die PTH ohne erhebliche zusätzliche finanzielle Hilfe nicht wie bisher weitergeführt werden kann. Auf ihrer Frühjahrsvollversammlung 2012 beschlossen die bayrischen Bischöfe aber die Einstellung der Fördermittel für die Hochschule. Mit Abschluss des Sommersemesters 2013 wurde daher der Studienbetrieb eingestellt.
Ein großer Teil der Bibliothek der Hochschule wurde der Zisterzienserhochschule in Heiligenkreuz übergeben.
Die in Benediktbeuern ansässige Abteilung der Katholischen Stiftungsfachhochschule setzt ihren Lehrbetrieb im Bachelor-Studiengang Soziale Arbeit fort. Zum Wintersemester 2013/2014 waren 514 Studenten in diesem Studiengang eingeschrieben. Zum Wintersemester 2014/15 ist zudem ein weiterer Studiengang in Religionspädagogik (Bachelor) eröffnet worden.

## Abschlüsse und Institute
Die PTH Benediktbeuern bot einen zehnsemestrigen Diplomstudiengang an. Folgende Abschlüsse konnten erworben werden:
- Bakkalaureat in Philosophie (aufgrund der Kooperation mit der Päpstlichen Hochschule der Salesianer Don Boscos in Rom)
- Zusatzqualifikation Religionspädagogik für Studierende der Sozialen Arbeit (aufgrund der Kooperation mit der Katholischen Stiftungsfachhochschule für Sozialwesen und der Katholischen Akademie Domschule Würzburg)
- Diplom in Theologie (Dipl.-Theol.)
- Lizentiat in Theologie (Lic. theol.)
- Doktorat in Theologie (Dr. theol.)
- Habilitation in Theologie

Folgende Institute gab es an der PTH Benediktbeuern:
- Institut für Philosophie
- Institut für biblische und historische Theologie
- Institut für systematische Theologie
- Institut für praktische Theologie mit Schwerpunkt Jugendpastoral

Die bislang zugehörigen An-Institute bestehen auch nach Einstellung des Studienbetriebs der Philosophisch-Theologischen Hochschule weiter:
- Jugendpastoralinstitut Don Bosco
- Institut für salesianische Spiritualität

## Rektoren
- 1967–1977 Georg Söll SDB (1913–1997), Dogmatiker
- 1977–1982 Otto Wahl SDB (1932–2020), Alttestamentler
- 1982–1988 Alois Kothgasser SDB (1937–2024), Dogmatiker
- 1988–1994 Otto Wahl SDB (1932–2020)
- 1994–1997 Alois Kothgasser SDB (1937–2024)
- 1997–2000 Otto Wahl SDB (1932–2020)
- 2000–2005 Karl Bopp SDB (* 1953)
- 2005–2013 Lothar Bily SDB (* 1952)

## Bekannte Lehrende
- Peter Beer (* 1966), Religionspädagoge, Generalvikar der Erzdiözese München und Freising und Hochschullehrer
- Anton Bodem SDB (1925–2007), Dogmatiker
- Peter Boekholt SDB (1943–2021), Kirchenrechtler
- Margit Eckholt (* 1960), Dogmatikerin
- Josip Gregur SDB (* 1952), Liturgiewissenschaftler und Kirchenmusiker (2004–2010)
- Angelus Häußling OSB (1932–2017), Liturgiewissenschaftler
- Alois Kothgasser (1937–2024), Dogmatiker, Erzbischof von Salzburg
- Andreas Laun OSFS (1942–2024), Moraltheologe, Weihbischof in Salzburg
- Martin Lechner (* 1951), Jugendpastoraltheologe
- Horacio E. Lona SDB (* 1942), Exeget
- Raimund Luschin SDB (* 1942), Moraltheologe
- Sven van Meegen (* 1976), Alttestamentler
- Stefan Oster SDB (* 1965), Dogmatiker, Bischof von Passau
- Manfred Riegger (* 1967), Katechetik und Didaktik des katholischen Religionsunterrichts
- Jacques Schepens SDB (1942–2018), Religionspädagoge
- Clemens Schwaiger SDB (* 1962), Philosoph (1999–2013)
- Michael Spitz SDB (1937–2008), Religionspädagoge
- Otto Wahl SDB, (1932–2020),  Alttestamentler
- Lothar Waldmüller (* 1936), Kirchengeschichtler (Mittelalter und Neuzeit, Schwerpunkt Ostkirchen)
- Leo Weber SDB (1928–2019), Kirchen- und Kunsthistoriker
- Jürgen Werlitz (* 1961), Alttestamentler
- Norbert Wolff (* 1962), Kirchenhistoriker

## Bekannte Absolventen
- Alfons Maria Stickler SDB (1910–2007), Kurienkardinal
- Herbert Bihlmayer SDB (1935–2024), ehem. Provinzial der Salesianer Don Boscos
- Ludwig Schwarz SDB (* 1940), emeritierter Bischof von Linz
- Jesús Juárez Párraga SDB (* 1943), Bischof von El Alto/Bolivien
- Rudolf Osanger SDB (* 1950), Provinzial der Salesianer Don Boscos in Österreich und Liedermacher
- Ferdinand R. Prostmeier (* 1957), Neutestamentler
- Renate Egger-Wenzel (* 1961), Alttestamentlerin
- Markus Graulich SDB (* 1964), Kirchenrechtler
- Maria Maul FMA (* 1964), Provinzoberin der Don-Bosco-Schwestern
- Klaus-Josef Notz (1942–2013), Theologe, Soziologe, Autor, Buddhologe

## Ehrendoktoren
- Sieger Köder (1925–2015), Priester und Künstler (2003)
- Gotthard Dobmeier (* 1944), langjähriger Umweltbeauftragter der Erzdiözese München und Freising (2011)